# Grazer Vorortezeitung
Die Grazer Vorortezeitung war eine österreichische Wochenzeitung, die zwischen 1913 und 1921 in Graz erschien. Ihr Vorgänger waren die Grazer Nachrichten. Die Zeitung führte den Nebentitel Organ für die Umgebungsgemeinden von Graz.